# برج هوندرتفاسر

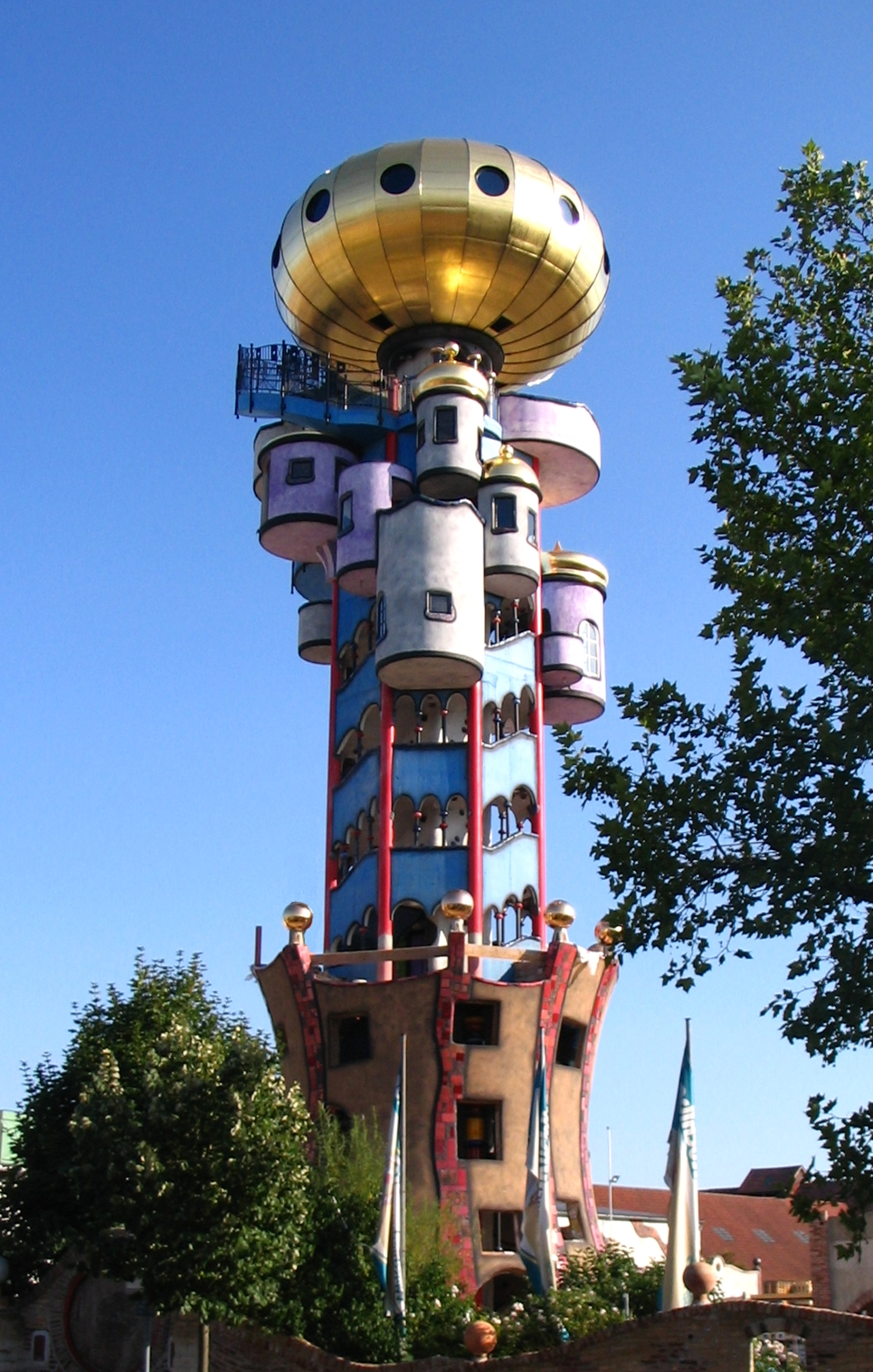
Kuchlbauer-Turm

 برج هوندرتفاسر  أو برج كوخلباور  (بالإنجليزية: Kuchlbauer tower ) هو برج فني قام ببنائه الفنان النمساوي، فريدنسرايش هوندرتفاسر في مدينة كوخلباور . يصل ارتفاع البرج نحو 34 متر ، فريد في نوعه وفي شكله فهو عمل فني يخرج عن المعتاد . يهتم هوندرتفاسر بالألوان وبالأشكال المجردة .

## وصلات خارجية
- Internetpräsentation
- قالب:Phorio

## اقرأ أيضا
- ألمانيا
- فريدنسرايش هوندرتفاسر
- حرية البانوراما
- برج الراديو وارسو (بولندا)
- برج خليفة

‌